# Bénac (Altos Pirenéus)
Bénac é uma comuna francesa na região administrativa de Occitânia, no departamento dos Altos Pirenéus. Estende-se por uma área de 7,93 km², Em 2010 a comuna tinha 561 habitantes (densidade: 70,7 hab./km²)..